# Ruïnes van Milreu

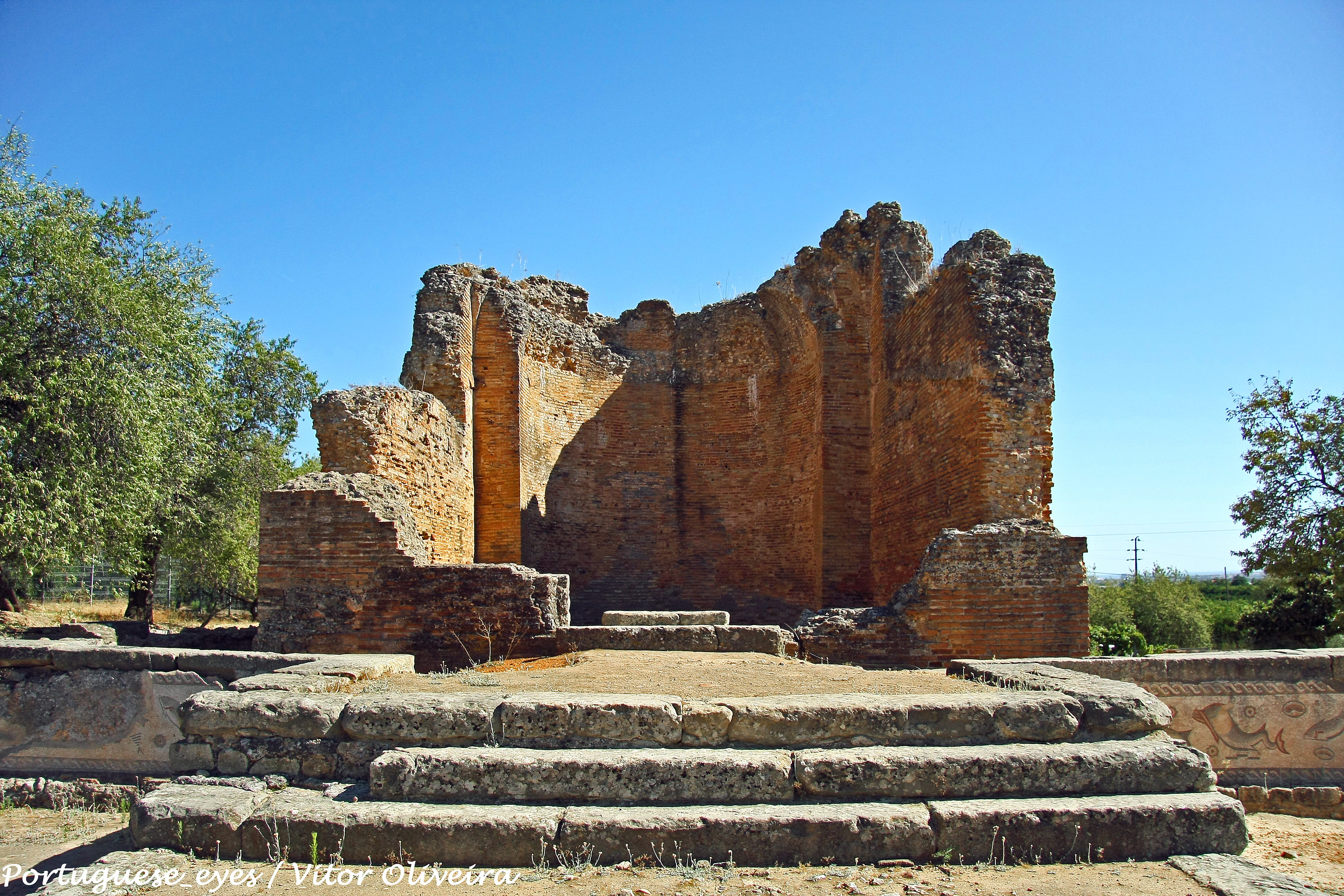
De resten van de tempel

De ruïnes van Milreu zijn de resten van een Romeins boerderijcomplex in de Portugese Algarve. Het bestond uit een grote Romeinse villa (een zogenaamde villa rustica), thermen, een mausoleum en een tempel die gewijd was aan een watergodin. Verder had het uitgebreide tuinen, een wijnmakerij en molens om olijfolie te maken. Op de vloeren en muren zijn nog tal van mozaïeken te vinden.
Het complex onderscheidt zich van andere Romeinse villa’s door haar grote aantal mozaïeken, de bustes die er gevonden zijn en het feit dat het een eigen grote tempel had. Dit duidt erop dat het complex bijzonder luxueus was.
De oudste delen van het complex stammen uit de 1e eeuw. In de 3e eeuw werd het huis grotendeels verbouwd rondom een peristilium, een open binnenplaats. Ook werden de thermen toegevoegd. In de 4e eeuw volgden de vele mozaïeken.
In de 6e eeuw werd het complex omgevormd tot een christelijke kerk en in de 10e eeuw werd het verlaten. Het complex werd in 1877 ontdekt door de Portugese archeoloog Estácio da Veiga.